# Allerheiligen im Mühlkreis
Allerheiligen im Mühlkreis – gmina w Austrii, w kraju związkowych Górna Austria, w powiecie Perg. Liczy 1214 mieszkańców (1 stycznia 2015).